# Bratu-220
Bratu-220 (рус. Брату-220) — франко-румынский пассажирский самолёт, предназначенный для перевозки до 10 пассажиров.

## История
Работу над этим самолётом начал румынский авиаконструктор Ромулус Брату в 1929. В том же году он переехал в Париж. Для улучшения лётных данных была построена его уменьшенная модель в масштабе 1:25. Эта модель прошла испытания в сентябре 1929 и получила отличные оценки.
Строительство самолёта началось в 1930, но из-за различных трудностей первый полёт состоялся только 26 ноября 1932.
В конце этого же года самолет прошел сертификацию, а в марте 1933 был показан министру авиации Франции Пьеру Коту. Несмотря на всё это, дальнейших работ не было, и самолёт так и остался в единственном экземпляре.

## Лётные данные
| Длина, м                    | 17,47         |
| Размах крыла, м             | 25            |
| Площадь крыла, м²           | 83            |
| Высота, м                   | 6,55          |
| Масса пустого, кг           | 4400          |
| Максимальная взлётная, кг   | 10000         |
| Мощность двигателей, л.с.   | 2×230 + 1×420 |
| Максимальная скорость, км/ч | 200           |
| Крейсерская скорость, км/ч  | 170           |
| Дальность, км               | 800           |
| Экипаж                      | 2             |
| Пассажиры                   | 10            |